# Sigrid Halvorsen
Sigrid Halvorsen er en norsk håndboldspiller. Hun spillede 84 kampe og scorede 106 mål for Norges håndboldlandshold mellem 1964 og 1973. Hun deltog også under VM 1971 og 1973.